# Elasticsearch

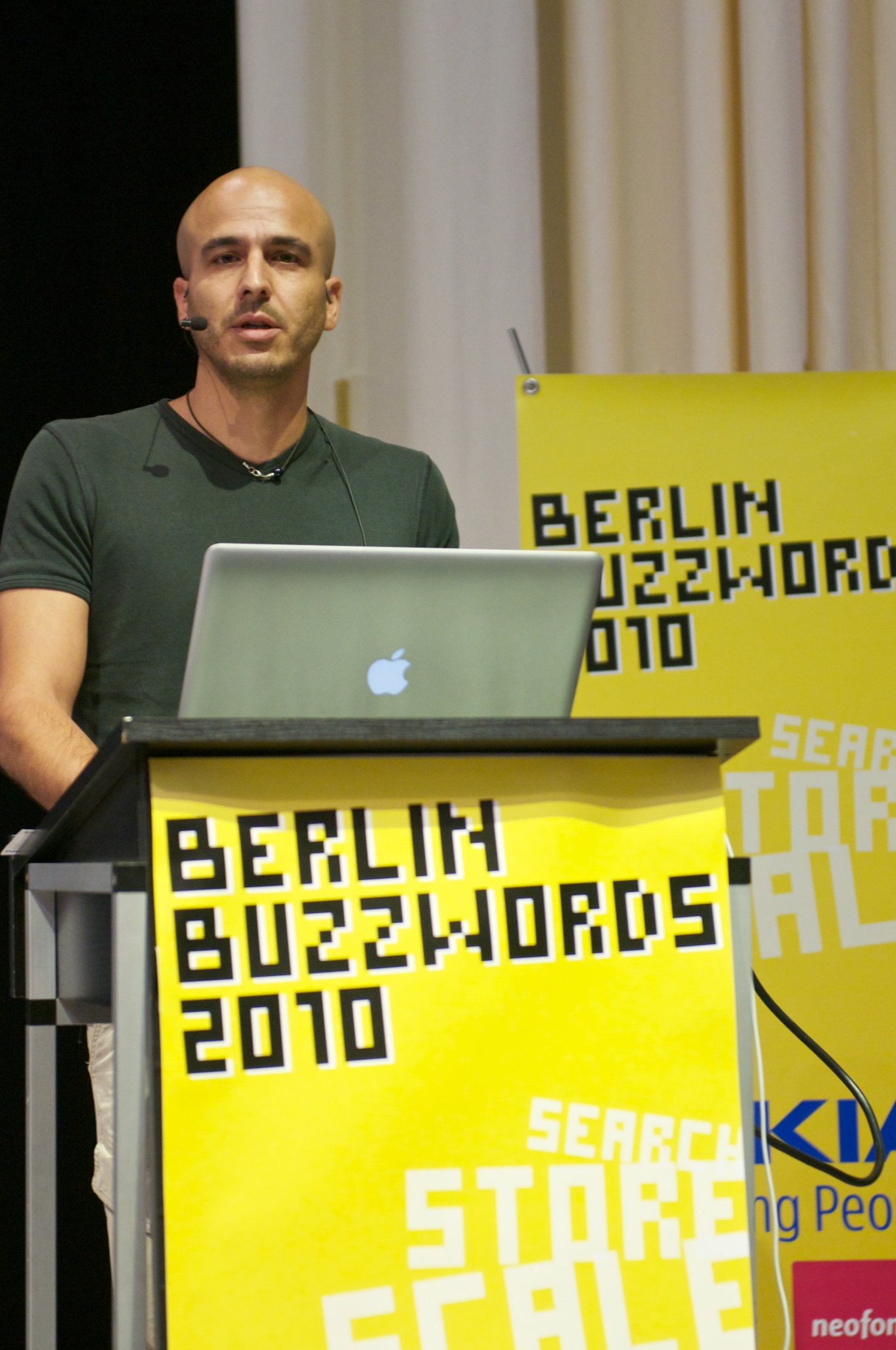
ベルリン Buzzwords 2010で発表する開発者Shay Banon

Elasticsearch（エラスティックサーチ）はLucene基盤の分散処理マルチテナント対応検索エンジンである。バージョン7.10以前はApache License 2.0下で、8.16以降はAGPLv3下で利用可能なオープンソースソフトウェア（OSS）である。7.11からAGPLv3が追加されるより前の間のバージョンはOSSではないもののソースコードが公開されているソースアベイラブル・ソフトウェアであった。現在はオランダ・アムステルダムに本社を置くElastic社が中心になって開発が進められている。なお「Elastic Search」といったように間に空白を入れる・「search」の頭を大文字にするといった表記は誤り（ただしVer.1.0.0リリース前にはそのような表記も混在していた）。
全文検索に特化しており、他のソリューションと比較しても圧倒的な全文検索スピードと利便性を誇る。Elasticsearchの内部ではApache Luceneが提供する超高速全文検索をフル活用しており、スケーラブル、スキーマレス、マルチテナントを特長とする。
Javaで組まれたソフトウェアであり、商用を含めた検索エンジン業界では一番人気（2016年9月現在）とされている。著名な導入例としてWikimedia、Facebook、StumbleUpon、Mozilla、アマデウスITグループ、Quora、Foursquare、Etsy、SoundCloud、GitHub、FDA、欧州原子核研究機構、Stack Exchange、Netflix、Pixabay、Sophosなどがある。
Amazon.comは、Amazon Web Services（AWS）においてElasticsearchをベースとした「Amazon Elasticsearch Service」を提供していたが、Elastic社はかねてより「AWSはOSSにタダ乗りする形で大きな利益を得ている」と主張していた。2021年にElastic社はElasticsearchのライセンスを変更し、商用マネージドサービスでのElasticsearchの利用を制限する行為に踏み切った。これに対しAmazonは、ライセンス変更前のElasticsearchをforkする形で新たに「OpenSearch」を立ち上げており、同年9月に今後はOpenSearchベースのサービスを提供していくことを発表している。